# Eheim (Ottobeuren)
Eheim ist ein Ortsteil des oberschwäbischen Marktes Ottobeuren auf der Gemarkung Betzisried im Landkreis Unterallgäu.

## Geografie
Das Dorf Eheim liegt rund fünf Kilometer östlich von Ottobeuren. Der Ort ist über zwei Gemeindestraßen an den Abschnitt Ottobeuren-Markt Rettenbach der Staatsstraße 2013 angebunden. In Eheim entspringt ein rechter Nebenfluss der Schwelk.

## Geschichte
Eheim hatte 1564 114 Einwohner. 1811 wurden 13 Feuerstätten mit 102 Einwohnern gezählt. Die Bevölkerung sank bis 1987 auf 69 Einwohner. Im Zuge der Gebietsreform in Bayern kam der Ort durch die Eingliederung der Gemeinde Betzisried am 1. Januar 1972 zum Markt Ottobeuren. Einziges Baudenkmal des Ortes ist die Kapelle St. Maria und Joseph, die 1783 geweiht wurde.